# Movistar Team
Il Movistar Team, nota in passato come Reynolds, Banesto, Illes Balears e Caisse d'Épargne, è una squadra maschile spagnola di ciclismo su strada con licenza di WorldTeam.
Attiva nel professionismo dal 1980, risultando per questo una delle formazioni più longeve del panorama ciclistico, ha sede in Navarra ed è diretta da Eusebio Unzué, subentrato nel 2008 al manager storico, José Miguel Echavarri. Lo sponsor principale è dal 2011 Movistar, brand commerciale di Telefónica, affiancato a partire dal 2014 dal produttore di telai tedesco Canyon.
La squadra vanta un ampio palmarès, comprensivo di sette vittorie finali al Tour de France (cinque delle quali consecutivamente con Miguel Indurain nella prima metà degli anni novanta), quattro al Giro d'Italia e quattro alla Vuelta a España, oltre a cinque classifiche mondiali a squadre ProTour/World Tour, di cui quattro consecutive dal 2013 al 2016, per un totale di oltre 900 corse, che ne fanno una delle squadre più vincenti di sempre.

## Storia

### 1970-1979: gli esordi nel dilettantismo
La squadra nacque nel 1970 a Irurtzun come formazione dilettantistica, con la denominazione Irurzungo-Nuevo Legarra, su iniziativa dei fratelli José e Jesús Legarra, gestori di un ristorante. Primo direttore sportivo fu proprio José Legarra, presto affiancato, nel 1974, dal diciannovenne Eusebio Unzué, già ciclista per il team negli anni precedenti; nel 1975 giunse anche un nuovo sponsor, Reynolds, multinazionale dell'alluminio allora proprietaria di uno stabilimento a Irurtzun. La squadra cominciò ad affermarsi nel panorama dilettantistico della regione, e nel 1978 al management si aggiunse l'ex professionista José Miguel Echavarri, ritiratosi dalle gare nel 1971; nello stesso anno la rosa fu arricchita dal ciclista uruguayano Héctor Rondán, che in due anni portò alla squadra 21 vittorie, tra cui quella nell'importante Vuelta a Valladolid.

### 1980-1989: Reynolds nel professionismo

Omar Hernández e Pedro Delgado, seguiti dall'ammiraglia Reynolds, affrontano il passo di Gavia durante la bufera di neve che segnò il Giro d'Italia 1988

Grazie al maggior impegno di Reynolds, nel 1980 la squadra poté debuttare nel professionismo, con José Miguel Echavarri nel ruolo di direttore sportivo e una rosa di dodici ciclisti, dieci dei quali al debutto da pro; nonostante un budget ridotto, circa 15 milioni di pesetas, in quegli anni la squadra fu la prima in Spagna a dotarsi di un medico sociale e a sfruttare i lati delle maglie per posizionare loghi pubblicitari. Per le forti radici navarre, il team fu presto considerato come successore della Super Ser, squadra navarra attiva tra i pro fino al 1976. Nel 1982 fu messo sotto contratto un giovane Pedro Delgado, che già quell'anno agì da gregario per il capitano Ángel Arroyo durante la Vuelta a España. Arroyo vinse quella Vuelta, grazie anche alla squadra che controllò la corsa ma, 48 ore dopo la vittoria finale, fu resa nota la sua positività in un controllo antidoping al metilfenidato (Ritalin). Sia il ciclista sia la squadra negarono coinvolgimenti e chiesero le contro analisi che confermarono però la positività. Arroyo diventò il primo vincitore della Vuelta a España a essere squalificato. Nel 1983 lo stesso Arroyo si classificò secondo al Tour de France, dando anche al suo team la prima storica vittoria di tappa alla Grande Boucle, nella cronometro di Puy-de-Dôme davanti al compagno Delgado.
Delgado cambiò squadra nel 1985 ma ritornò alla Reynolds nel 1988, anno in cui vinse il Tour de France (terzo spagnolo a riuscire nell'impresa), risultato seguito dal successo nella Vuelta a España 1989. Nel 1984 debuttò come professionista con la squadra Miguel Indurain.

### 1990-2003: Banesto e iBanesto.com

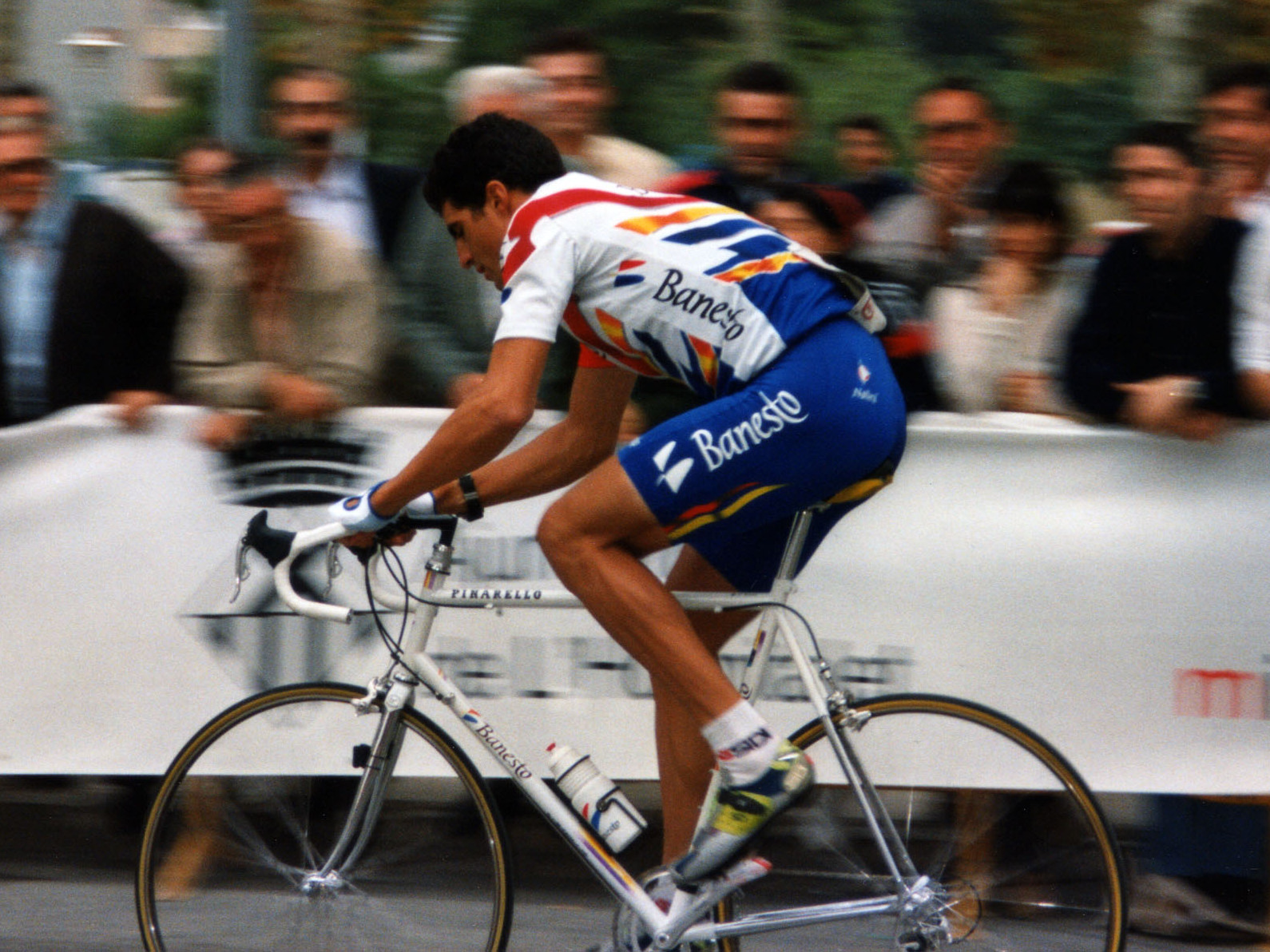
Miguel Indurain in maglia Banesto nel 1996

Nel 1990 la banca spagnola Banesto diventò lo sponsor principale della squadra, sostituendo Reynolds. Delgado fu scelto come capitano per il Tour de France mentre Miguel Indurain e Julián Gorospe erano i leader per le gare a tappe di una settimana. Quando Gorospe diventò leader della Vuelta a España, la squadra decise di supportarlo per tentare di vincere la gara. Gorospe perse però la maglia rossa e Delgado passò alla guida della classifica generale. Quest'ultimo venne però scavalcato dall'italiano Marco Giovannetti e terminò la corsa solo al secondo posto.
Negli anni successivi, Indurain diventò dominatore delle gare a tappe, vincendo cinque edizioni consecutive del Tour de France e due del Giro d'Italia. Delgado rimase il capitano designato per la Vuelta. La squadra ottenne successi anche con Jean-François Bernard, che vinse l'edizione 1992 della Parigi-Nizza, e con Abraham Olano, che vinse la Vuelta a España 1998. Alex Zülle firmò per la Banesto e ottenne il secondo posto al Tour de France 1999 mentre lo scalatore José María Jiménez vinse due tappe alla Vuelta a España. Negli ultimi anni la squadra cambiò nome in iBanesto.com.

### 2004-2010: Illes Balears e Caisse d'Épargne
Nel 2004 diventò sponsor principale il Governo delle Isole Baleari e nel 2005 diventò co-sponsor la banca francese Caisse d'Épargne che, a partire dal 2006, acquisì maggiore importanza e nel 2007 diventò unico sponsor, dopo la rinuncia del Governo delle Baleari.
La Caisse d'Épargne-Illes Balears terminò quinta nella classifica a squadre del Tour de France 2006 (56'53" dietro il T-Mobile Team). Nella classifica individuale, Óscar Pereiro finì la corsa in seconda posizione. La vittoria dello statunitense della Phonak Floyd Landis fu subito messa in dubbio, quando, dopo aver vinto la diciassettesima tappa, risultò positivo in un test delle urine al testosterone sintetico e con un rapporto tra testosterone ed epitestosterone vicino a tre volte il limite permesso dal regolamento della WADA. Dopo le controanalisi, anch'esse positive, e due anni di appelli in tribunale, Pereiro fu ufficialmente riconosciuto vincitore del Tour.
Nel 2010 David Arroyo si classificò secondo al Giro d'Italia con un distacco dal vincitore Basso di 1'51". Pochi giorni dopo la fine del Giro 2010, il leader della squadra Alejandro Valverde venne squalificato per due anni a livello mondiale in seguito al coinvolgimento nell'inchiesta Operación Puerto del 2006; allo spagnolo vennero anche tolte tutte le vittorie dal 1º gennaio 2010 e la prima posizione nella classifica UCI. La squalifica terminò nel 2011.

### Dal 2011: Movistar Team

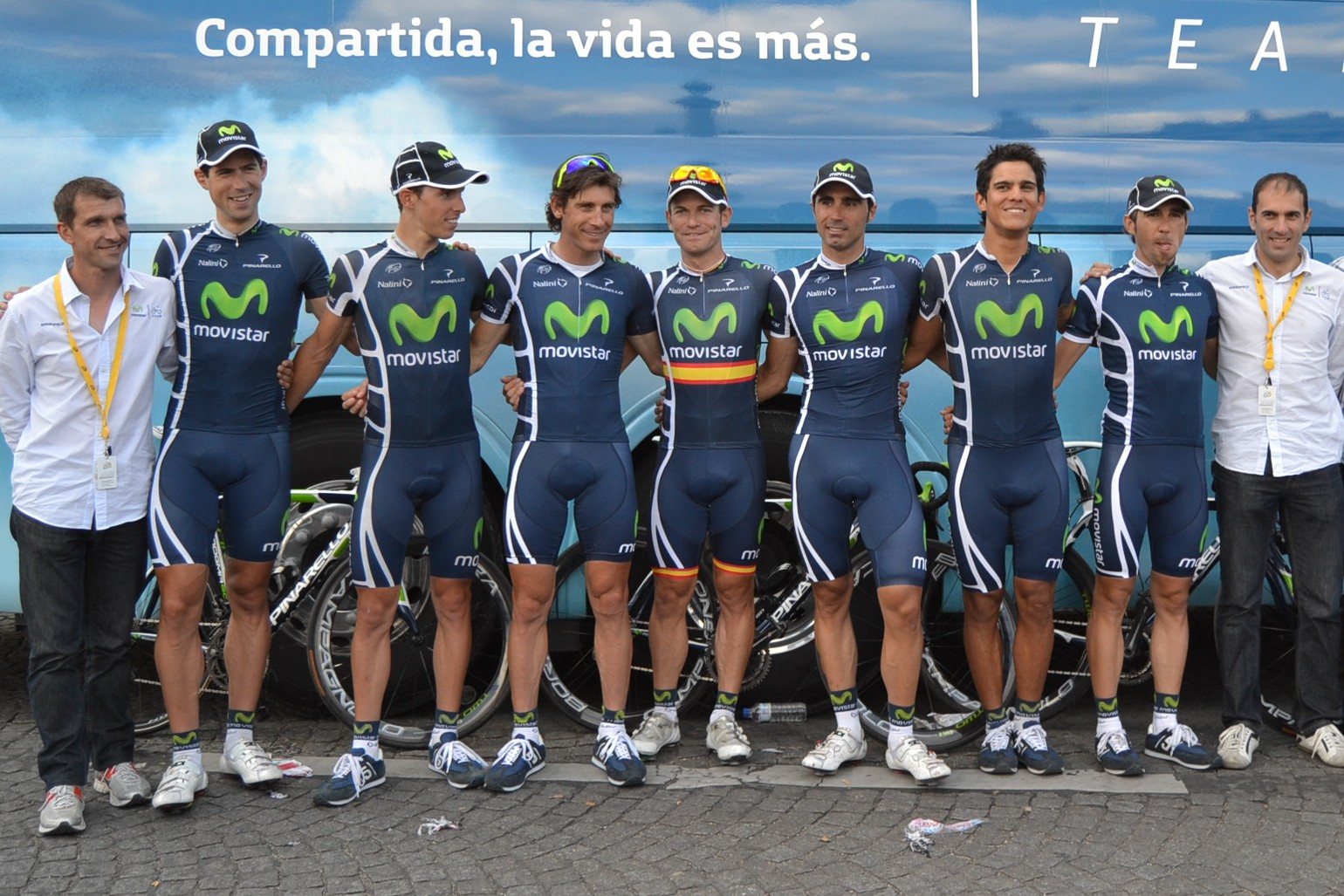
La squadra Movistar al Tour de France 2011

La fine della stagione 2010 vide anche la fine della sponsorizzazione della Caisse d'Épargne e l'arrivo di Telefónica, compagnia di telecomunicazioni spagnola. La nuova squadra prese il nome dalla Movistar, la divisione della telefonia mobile dell'azienda. La rosa di Unzué perse Alejandro Valverde e Rui Costa, squalificati per doping, e Luis León Sánchez, passato alla Rabobank. L'assenza di un vero capitano pose in testa al team, come corridori più rappresentativi, gli spagnoli David Arroyo, Rubén Plaza e Xavier Tondó per i grandi Giri, José Joaquín Rojas e Francisco Ventoso per le volate.
Nel 2014 cessa la partnership tecnica con il produttore di telai Pinarello, di durata ventennale, e comincia quella con il marchio tedesco Canyon. Nello stesso anno la Movistar fa suo il Giro d'Italia con il colombiano Nairo Quintana e la Freccia Vallone con Alejandro Valverde, vincitore quell'anno anche della classifica individuale World Tour. Nel 2015 la squadra conquista quindi la Freccia Vallone e la Liegi-Bastogne-Liegi con lo stesso Valverde (ancora numero 1 mondiale a fine anno), e coglie il secondo posto finale al Tour de France con Quintana. Ancora Valverde si ripete trionfando nell'edizione 2016 della Freccia Vallone; nella stessa stagione si mette in evidenza ancora Quintana, terzo classificato al Tour de France e a seguire vincitore della Vuelta a España.

## Cronistoria

### Annuario
| Anno | Codice | Nome                                                                              | Cat. | Biciclette | Dirigenza |
| ---- | ------ | --------------------------------------------------------------------------------- | ---- | ---------- | --- |
| 1980 | -      | Reynolds                                                                          | -    | Benotto    | Dir. sportivi: José Miguel Echevarri |
| 1981 | -      | Reynolds-Galli                                                                    | -    | Galli      | Dir. sportivi: José Miguel Echevarri |
| 1982 | -      | Reynolds-Galli                                                                    | -    | Galli      | Dir. sportivi: José Miguel Echevarri |
| 1983 | -      | Reynolds-Galli                                                                    | -    | Galli      | Dir. sportivi: José Miguel Echevarri |
| 1984 | -      | Reynolds                                                                          | -    | Pinarello  | Dir. sportivi: José Miguel Echevarri, Eusebio Unzué |
| 1985 | -      | Reynolds-TS Batteries                                                             | -    | Pinarello  | Dir. sportivi: José Miguel Echevarri, Eusebio Unzué |
| 1986 | -      | Reynolds-Reynolon                                                                 | -    | Pinarello  | Dir. sportivi: José Miguel Echevarri, Eusebio Unzué |
| 1987 | -      | Reynolds-Seur-TS Batteries                                                        | -    | Pinarello  | Dir. sportivi: José Miguel Echevarri, Eusebio Unzué |
| 1988 | -      | Reynolds-Reynolon-Pinarello                                                       | -    | Pinarello  | Dir. sportivi: José Miguel Echevarri, Eusebio Unzué |
| 1989 | -      | Reynolds-Banesto                                                                  | -    | Pinarello  | Dir. sportivi: José Miguel Echevarri, Eusebio Unzué |
| 1990 | BAN    | Banesto                                                                           | -    | Pinarello  | Dir. sportivi: José Miguel Echevarri, Eusebio Unzué, Francis Lafargue |
| 1991 | BAN    | Banesto                                                                           | -    | Razesa/TVT | Dir. sportivi: José Miguel Echevarri, Eusebio Unzué, Francis Lafargue |
| 1992 | BAN    | Banesto                                                                           | -    | Pinarello  | Dir. sportivi: José Miguel Echevarri, Eusebio Unzué, Francis Lafargue |
| 1993 | BAN    | Banesto                                                                           | -    | Pinarello  | Dir. sportivi: José Miguel Echevarri, Eusebio Unzué, Francis Lafargue |
| 1994 | BAN    | Banesto                                                                           | -    | Pinarello  | Dir. sportivi: José Miguel Echevarri, Eusebio Unzué, José Luis López, Javier Minguez, Francis Lafargue                                                                            |
| 1995 | BAN    | Banesto                                                                           | -    | Pinarello  | Manager: José Miguel Echevarri Dir. sportivi: Eusebio Unzué, José Luis López, Javier Minguez                                                                                      |
| 1996 | BAN    | Banesto                                                                           | -    | Pinarello  | Manager: José Miguel Echevarri Dir. sportivi: Eusebio Unzué, José Luis Jaimerena                                                                                                  |
| 1997 | BAN    | Banesto                                                                           | -    | Pinarello  | Manager: José Miguel Echevarri Dir. sportivi: Eusebio Unzué, José Luis Jaimerena, Alfonso Galilea                                                                                 |
| 1998 | BAN    | Banesto                                                                           | -    | Pinarello  | Manager: José Miguel Echevarri Dir. sportivi: Eusebio Unzué, José Luis Jaimerena, Alfonso Galilea                                                                                 |
| 1999 | BAN    | Banesto                                                                           | GSI  | Pinarello  | Manager: José Miguel Echevarri Dir. sportivi: Eusebio Unzué, José Luis Jaimerena, Alfonso Galilea                                                                                 |
| 2000 | BAN    | Banesto                                                                           | GSI  | Pinarello  | Manager: José Miguel Echevarri Dir. sportivi: Eusebio Unzué, José Luis Jaimerena, Alfonso Galilea                                                                                 |
| 2001 | BAN    | iBanesto.com                                                                      | GSI  | Pinarello  | Manager: José Miguel Echevarri Dir. sportivi: Eusebio Unzué, José Luis Jaimerena, Alfonso Galilea                                                                                 |
| 2002 | BAN    | iBanesto.com                                                                      | GSI  | Pinarello  | Manager: José Miguel Echevarri Dir. sportivi: Eusebio Unzué, José Luis Jaimerena, Alfonso Galilea                                                                                 |
| 2003 | BAN    | iBanesto.com                                                                      | GSI  | Pinarello  | Manager: José Miguel Echevarri Dir. sportivi: Eusebio Unzué, José Luis Jaimerena, Alfonso Galilea                                                                                 |
| 2004 | IBB    | Illes Balears-Banesto                                                             | GSI  | Opera      | Manager: José Miguel Echevarri Dir. sportivi: Eusebio Unzué, José Luis Jaimerena, Alfonso Galilea                                                                                 |
| 2005 | IBA    | Illes Balears (fino all'11 giugno) Illes Balears-Caisse d'Épargne (dal 12 giugno) | PT   | Opera      | Manager: José Miguel Echevarri Dir. sportivi: Eusebio Unzué, José Luis Jaimerena, Alfonso Galilea                                                                                 |
| 2006 | CEI    | Caisse d'Épargne-Illes Balears                                                    | PT   | Opera      | Manager: José Miguel Echevarri Dir. sportivi: Eusebio Unzué, José Luis Jaimerena, Alfonso Galilea                                                                                 |
| 2007 | GCE    | Caisse d'Épargne                                                                  | PT   | Pinarello  | Manager: José Miguel Echevarri Dir. sportivi: Eusebio Unzué, José Luis Jaimerena, Alfonso Galilea                                                                                 |
| 2008 | GCE    | Caisse d'Epargne                                                                  | PT   | Pinarello  | Manager: Eusebio Unzué, José Miguel Echevarri (fino a febbraio) Dir. sportivi: José Luis Jaimerena, Alfonso Galilea, Yvon Ledanois, Neil Stephens, Francis Lafargue               |
| 2009 | GCE    | Caisse d'Épargne                                                                  | PT   | Pinarello  | Manager: Eusebio Unzué Dir. sportivi: José Luis Jaimerena, Alfonso Galilea, Yvon Ledanois, Neil Stephens                                                                          |
| 2010 | GCE    | Caisse d'Épargne                                                                  | PT   | Pinarello  | Manager: Eusebio Unzué Dir. sportivi: José Luis Jaimerena, Alfonso Galilea, Yvon Ledanois, Neil Stephens                                                                          |
| 2011 | MOV    | Movistar Team                                                                     | WT   | Pinarello  | Manager: Eusebio Unzué Dir. sportivi: José Luis Jaimerena, José Luis Arrieta, Alfonso Galilea, Yvon Ledanois                                                                      |
| 2012 | MOV    | Movistar Team                                                                     | WT   | Pinarello  | Manager: Eusebio Unzué Dir. sportivi: José Luis Jaimerena, José Luis Arrieta, Alfonso Galilea, José Luis Laguía, Yvon Ledanois                                                    |
| 2013 | MOV    | Movistar Team                                                                     | WT   | Pinarello  | Manager: Eusebio Unzué Dir. sportivi: José Luis Jaimerena, José Luis Arrieta, Alfonso Galilea, José Vicente García, José Luis Laguía                                              |
| 2014 | MOV    | Movistar Team                                                                     | WT   | Canyon     | Manager: Eusebio Unzué Dir. sportivi: Eusebio Unzué, José Luis Arrieta, Alfonso Galilea, José Vicente García, José Luis Jaimerena, José Luis Laguía                               |
| 2015 | MOV    | Movistar Team                                                                     | WT   | Canyon     | Manager: Eusebio Unzué Dir. sportivi: Eusebio Unzué, José Luis Arrieta, Alfonso Galilea, José Vicente García, José Luis Jaimerena, José Luis Laguía                               |
| 2016 | MOV    | Movistar Team                                                                     | WT   | Canyon     | Manager: Eusebio Unzué Dir. sportivi: Eusebio Unzué, José Luis Arrieta, Alfonso Galilea, José Vicente García, José Luis Jaimerena, José Luis Laguía                               |
| 2017 | MOV    | Movistar Team                                                                     | WT   | Canyon     | Manager: Eusebio Unzué Dir. sportivi: Eusebio Unzué, José Luis Arrieta, Alfonso Galilea, José Vicente García, José Luis Jaimerena, José Luis Laguía, Pablo Lastras                |
| 2018 | MOV    | Movistar Team                                                                     | WT   | Canyon     | Manager: Eusebio Unzué Dir. sportivi: Eusebio Unzué, José Luis Arrieta, Alfonso Galilea, José Vicente García, José Luis Jaimerena, Pablo Lastras                                  |
| 2019 | MOV    | Movistar Team                                                                     | WT   | Canyon     | Manager: Eusebio Unzué Dir. sportivi: Eusebio Unzué, José Luis Arrieta, Alfonso Galilea, José Vicente García, José Luis Jaimerena, Pablo Lastras, Maximilian Sciandri             |
| 2020 | MOV    | Movistar Team                                                                     | WT   | Canyon     | Manager: Eusebio Unzué Dir. sportivi: Eusebio Unzué, José Luis Arrieta, Alfonso Galilea, José Vicente García, José Luis Jaimerena, Pablo Lastras, Maximilian Sciandri, Patxi Vila |
| 2021 | MOV    | Movistar Team                                                                     | WT   | Canyon     | Manager: Eusebio Unzué Dir. sportivi: Eusebio Unzué, José Luis Jaimerena, Alfonso Galilea, José Vicente García, Pablo Lastras, Maximilian Sciandri, Patxi Vila                    |
| 2022 | MOV    | Movistar Team                                                                     | WT   | Canyon     | Manager: Eusebio Unzué Dir. sportivi: José Luis Jaimerena, José Vicente García, Pablo Lastras, Maximilian Sciandri, Iván Velasco, Patxi Vila                                      |
| 2023 | MOV    | Movistar Team                                                                     | WT   | Canyon     | Manager: Eusebio Unzué Dir. sportivi: José Vicente García, Pablo Lastras, Yvon Ledanois, Xabier Muriel, Jürgen Roelandts, Maximilian Sciandri, Iván Velasco, Patxi Vila           |
| 2024 | MOV    | Movistar Team                                                                     | WT   | Canyon     | Manager: Iván Velasco Dir. sportivi: Alexis Gandia, José Vicente García, Pablo Lastras, Xabier Muriel, Jürgen Roelandts, Josè Rojas, Maximilian Sciandri                          |
| 2025 | MOV    | Movistar Team                                                                     | WT   | Canyon     | Manager: Iván Velasco Dir. sportivi: Alexis Gandia, José Vicente García, Pablo Lastras, Xabier Muriel, Josè Rojas, Maximilian Sciandri                                            |

### Classifiche UCI
| Anno | Classifica | Pos. | Migliore cl. individuale  |
| ---- | ---------- | ---- | ------------------------- |
| 1995 | -          | 5º   | Miguel Indurain (3º)      |
| 1996 | -          | 17º  | Miguel Indurain (14º)     |
| 1997 | -          | 9º   | Abraham Olano (10º)       |
| 1998 | -          | 6º   | Abraham Olano (3º)        |
| 1999 | GSI        | 8º   | José María Jiménez (28º)  |
| 2000 | GSI        | 9º   | Leonardo Piepoli (30º)    |
| 2001 | GSI        | 6º   | J. Carlos Domínguez (23º) |
| 2002 | GSI        | 8º   | Francisco Mancebo (34º)   |
| 2003 | GSI        | 5º   | Francisco Mancebo (19º)   |
| 2004 | GSI        | 11º  | Francisco Mancebo (14º)   |
| 2005 | ProTour    | 10º  | Francisco Mancebo (15º)   |
| 2006 | ProTour    | 2º   | Alejandro Valverde (1º)   |
| 2007 | ProTour    | 3º   | Alejandro Valverde (4º)   |
| 2008 | ProTour    | 1º   | Alejandro Valverde (1º)   |
| 2009 | World Cal. | 2º   | Alejandro Valverde (2º)   |
| 2010 | World Cal. | 9º   | Luis León Sánchez (3º)    |
| 2011 | World Tour | 13º  | Beñat Intxausti (40º)     |
| 2012 | World Tour | 5º   | Alejandro Valverde (5º)   |
| 2013 | World Tour | 1º   | Alejandro Valverde (3º)   |
| 2014 | World Tour | 1º   | Alejandro Valverde (1º)   |
| 2015 | World Tour | 1º   | Alejandro Valverde (1º)   |
| 2016 | World Tour | 1º   | Nairo Quintana (2º)       |
| 2017 | World Tour | 6º   | Alejandro Valverde (7º)   |
| 2018 | World Tour | 8º   | Alejandro Valverde (3º)   |
| 2019 | World Tour | 7º   | Alejandro Valverde (5º)   |
| 2020 | World Tour | 18º  | Enric Mas (40º)           |
| 2021 | World Tour | 11º  | Alejandro Valverde (11º)  |
| 2022 | World Tour | 11º  | Alejandro Valverde (10º)  |
| 2023 | World Tour | 12º  | Matteo Jorgenson (35º)    |
| 2024 | World Tour | 13º  | Enric Mas (11º)           |

## Palmarès
Aggiornato al 5 luglio 2025.

### Grandi Giri
- Giro d'Italia

Partecipazioni: 30 (1988, 1991, 1992, 1993, 1994, 1995, 1999, 2000, 2001, 2005, 2006, 2007, 2008, 2009, 2010, 2011, 2012, 2013, 2014, 2015, 2016, 2017, 2018, 2019, 2020, 2021, 2022, 2023, 2024, 2025)
Vittorie di tappa: 25
1992: 2 (Miguel Indurain)
1993: 2 (Miguel Indurain)
2001: 1 (Pablo Lastras)
2006: 1 (Joan Horrach)
2011: 2 (Francisco Ventoso, Vasil' Kiryenka)
2012: 2 (Francisco Ventoso, Andrey Amador)
2013: 4 (Alex Dowsett, 2 Giovanni Visconti, Beñat Intxausti)
2014: 2 (Nairo Quintana)
2015: 1 (Beñat Intxausti)
2016: 1 (Alejandro Valverde)
2017: 2 (Gorka Izagirre, Nairo Quintana)
2018: 1 (Richard Carapaz)
2019: 2 (Richard Carapaz)
2023: 1 (Einer Rubio)
2024: 1 (Pelayo Sánchez)
Vittorie finali: 4
1992 (Miguel Indurain)
1993 (Miguel Indurain)
2014 (Nairo Quintana)
2019 (Richard Carapaz)
Altre classifiche: 4
2014: Giovani (Nairo Quintana)
2015: Scalatori (Giovanni Visconti)
2017: Squadre a tempi
2019: Squadre a tempi
- Tour de France

Partecipazioni: 43 (1983, 1984, 1985, 1986, 1987, 1988, 1989, 1990, 1991, 1992, 1993, 1994, 1995, 1996, 1997, 1998, 1999, 2000, 2001, 2002, 2003, 2004, 2005, 2006, 2007, 2008, 2009, 2010, 2011, 2012, 2013, 2014, 2015, 2016, 2017, 2018, 2019, 2020, 2021, 2022, 2023, 2024, 2025)
Vittorie di tappa: 34
1983: 1 (Ángel Arroyo)
1984: 1 (Ángel Arroyo)
1985: 1 (Eduardo Chozas)
1986: 1 (Julián Gorospe)
1988: 1 (Pedro Delgado)
1989: 1 (Miguel Indurain)
1990: 1 (Miguel Indurain)
1991: 2 (Miguel Indurain)
1992: 3 (Miguel Indurain)
1993: 2 (Miguel Indurain)
1994: 1 (Miguel Indurain)
1995: 2 (Miguel Indurain)
1997: 1 (Abraham Olano)
2000: 1 (José Vicente García)
2003: 2 (Pablo Lastras, Juan Antonio Flecha)
2005: 1 (Alejandro Valverde)
2008: 3 (2 Alejandro Valverde, Luis León Sánchez)
2009: 1 (Luis León Sánchez)
2011: 1 (Rui Costa)
2012: 1 (Alejandro Valverde)
2013: 3 (2 Rui Costa, Nairo Quintana)
2016: 1 (Jon Izagirre)
2018: 1 (Nairo Quintana)
2019: 1 (Nairo Quintana)
Vittorie finali: 7
1988 (Pedro Delgado)
1991 (Miguel Indurain)
1992 (Miguel Indurain)
1993 (Miguel Indurain)
1994 (Miguel Indurain)
1995 (Miguel Indurain)
2006 (Óscar Pereiro)
Altre classifiche: 13
1991: Squadre
1999: Squadre
2000: Giovani (Francisco Mancebo)
2003: Giovani (Denis Men'šov)
2004: Giovani (Vladimir Karpec)
2013: Giovani (Nairo Quintana), Scalatori (Nairo Quintana)
2015: Giovani (Nairo Quintana), Squadre
2016: Squadre
2018: Squadre
2019: Squadre
2020: Squadre
- Vuelta a España

Partecipazioni: 45 (1980, 1981, 1982, 1983, 1984, 1985, 1986, 1987, 1988, 1989, 1990, 1991, 1992, 1993, 1994, 1995, 1996, 1997, 1998, 1999, 2000, 2001, 2002, 2003, 2004, 2005, 2006, 2007, 2008, 2009, 2010, 2011, 2012, 2013, 2014, 2015, 2016, 2017, 2018, 2019, 2020, 2021, 2022, 2023, 2024)
Vittorie di tappa: 64
1980: 1 (Dominique Arnaud)
1982: 5 (3 José Luis Laguía, Jesús Hernández Úbeda, Ángel Arroyo)
1983: 3 (Carlos Hernández Bailo, José Luis Laguía, Jesús Hernández Úbeda)
1984: 2 (Julián Gorospe)
1986: 2 (Marc Gomez)
1987: 1 (Dominique Arnaud)
1989: 3 (Pedro Delgado)
1992: 1 (Pedro Delgado)
1993: 1 (Marino Alonso)
1994: 1 (Marino Alonso)
1997: 2 (José Vicente García, José María Jiménez)
1998: 5 (4 José María Jiménez, Abraham Olano)
1999: 2 (Alex Zülle, José María Jiménez)
2000: 2 (Alex Zülle, Eladio Jiménez)
2001: 5 (3 José María Jiménez, Juan Miguel Mercado, Santiago Blanco)
2002: 4 (2 Pablo Lastras, Santiago Blanco, José Vicente García)
2004: 1 (Denis Men'šov)
2005: 1 (Francisco Mancebo)
2006: 1 (Alejandro Valverde)
2007: 1 (Vladimir Efimkin)
2008: 3 (Alejandro Valverde, David Arroyo, Imanol Erviti)
2010: 2 (David López García, Imanol Erviti)
2011: 1 (Pablo Lastras)
2012: 3 (cronosquadre, 2 Alejandro Valverde)
2014: 3 (cronosquadre, Alejandro Valverde, Adriano Malori)
2015: 1 (Alejandro Valverde)
2016: 1 (Nairo Quintana)
2018: 2 (Alejandro Valverde)
2019: 2 (Nairo Quintana, Alejandro Valverde)
2020: 1 (Marc Soler)
2021: 1 (Miguel Ángel López)
Vittorie finali: 4
1989 (Pedro Delgado)
1998 (Abraham Olano)
2009 (Alejandro Valverde)
2016 (Nairo Quintana)
Altre classifiche: 30
1981: Scalatori (José Luis Laguía)
1982: Scalatori (José Luis Laguía)
1983: Scalatori (José Luis Laguía)
1985: Scalatori (José Luis Laguía)
1994: Squadre
1997: Scalatori (José María Jiménez)
1998: Scalatori (José María Jiménez), Squadre
1999: Scalatori (José María Jiménez), Squadre
2001: Punti (J. M. Jiménez), Scalatori (J. M. Jiménez), Squadre
2002: Scalatori (Aitor Osa)
2003: Squadre
2007: Squadre
2008: Squadre
2009: Combinata (Alejandro Valverde)
2012: Punti (A. Valverde), Combinata (A. Valverde), Squadre
2013: Punti (Alejandro Valverde)
2015: Punti (Alejandro Valverde), Squadre
2016: Combinata (Nairo Quintana)
2018: Punti (Alejandro Valverde), Squadre
2019: Squadre
2020: Giovani (Enric Mas), Squadre

### Classiche monumento
- Liegi-Bastogne-Liegi: 4

2006, 2008, 2015, 2017 (Alejandro Valverde)

### Campionati nazionali
- Campionati austriaci: 1

In linea: 2023 Gregor Mühlberger
- Campionati bielorussi: 1

In linea: 2012 (Branislaŭ Samojlaŭ)
- Campionati britannici: 4

In linea: 1997 (Jeremy Hunt)
Cronometro: 2013, 2015, 2016 (Alex Dowsett)
- Campionati ecuadoriani: 1

Cronometro: 2025 (Jefferson Alveiro Cepeda)
- Campionati finlandesi: 1

In linea: 1986 (Kari Myyryläinen)
- Campionati francesi: 2

In linea: 1991 (Armand de Las Cuevas); 2006 (Florent Brard)
- Campionati italiani: 2

Cronometro: 2014, 2015 (Adriano Malori)
- Campionati portoghesi: 3

Cronometro: 2010, 2013 (Rui Costa); 2016 (Nélson Oliveira)
- Campionati portoricani: 3

In linea: 2021, 2022 (Abner González)
Cronometro: 2021 (Abner González)
- Campionati spagnoli: 30

In linea: 1982 (José Luis Laguía); 1983 (Carlos Hernández Bailo); 1992 (Miguel Indurain); 1995 (Jesús Montoya); 1997 (José María Jiménez); 2003 (Rubén Plaza); 2004 (Francisco Mancebo); 2007 (Joaquim Rodríguez); 2008 (Alejandro Valverde); 2010 (José Iván Gutiérrez); 2011 (José Joaquín Rojas); 2012 (Francisco Ventoso); 2013, 2017 (Jesús Herrada); 2014 (Jon Izagirre); 2015 (Alejandro Valverde); 2016 (José Joaquín Rojas); 2023 (Oier Lazkano); 2024 (Alex Aranburu); 2025 (Iván Romeo)
Cronometro: 1998 (Abraham Olano); 2004, 2005, 2007 (José Iván Gutiérrez); 2008, 2010 (Luis León Sánchez); 2013 (Jonathan Castroviejo); 2014 (Alejandro Valverde); 2015, 2017 (Jonathan Castroviejo); 2016 (Jon Izagirre)
- Campionati venezuelani: 2

In linea: 2025 (Orluis Aular)
Cronometro: 2025 (Orluis Aular)

## Organico 2025
Aggiornato al 1° agosto 2025.

### Staff tecnico
|  | Naz.                     | Ruolo  | Sportivo            |  |  |  |
|  | ------------------------ | ------ | ------------------- |  |  |  |
|  | Spagna (bandiera)        | GM, DS | Iván Velasco        |  |  |  |
|  | Spagna (bandiera)        | DS     | Alexis Gandia       |  |  |  |
|  | Spagna (bandiera)        | DS     | José Vicente García |  |  |  |
|  | Spagna (bandiera)        | DS     | Pablo Lastras       |  |  |  |
|  | Spagna (bandiera)        | DS     | Xabier Muriel       |  |  |  |
|  | Belgio (bandiera)        | DS     | Jürgen Roelandts    |  |  |  |
|  | Spagna (bandiera)        | DS     | Josè Rojas          |  |  |  |
|  | Gran Bretagna (bandiera) | DS     | Maximilian Sciandri |  |  |  |

### Rosa
|  | Naz.                   |  | Sportivo                 | Anno |  |  |
|  | ---------------------- |  | ------------------------ | ---- |  |  |
|  | Spagna (bandiera)      |  | Jorge Arcas              | 1992 |  |  |
|  | Venezuela (bandiera)   |  | Orluis Aular             | 1996 |  |  |
|  | Stati Uniti (bandiera) |  | William Barta            | 1996 |  |  |
|  | Spagna (bandiera)      |  | Jon Barrenetxea          | 2000 |  |  |
|  | Spagna (bandiera)      |  | Carlos Canal             | 2001 |  |  |
|  | Colombia (bandiera)    |  | Kevin David Castillo     | 2001 |  |  |
|  | Spagna (bandiera)      |  | Pablo Castrillo          | 2001 |  |  |
|  | Ecuador (bandiera)     |  | Jefferson Alveiro Cepeda | 1996 |  |  |
|  | Italia (bandiera)      |  | Davide Cimolai           | 1989 |  |  |
|  | Italia (bandiera)      |  | Davide Formolo           | 1992 |  |  |
|  | Spagna (bandiera)      |  | Iván García Cortina      | 1995 |  |  |
|  | Colombia (bandiera)    |  | Fernando Gaviria         | 1994 |  |  |
|  | Porto Rico (bandiera)  |  | Abner González           | 2000 |  |  |
|  | Portogallo (bandiera)  |  | Ruben Guerreiro          | 1994 |  |  |
|  | Germania (bandiera)    |  | Michel Hessmann          | 2001 |  |  |
|  | Spagna (bandiera)      |  | Enric Mas                | 1995 |  |  |
|  | Italia (bandiera)      |  | Lorenzo Milesi           | 2002 |  |  |
|  | Italia (bandiera)      |  | Manlio Moro              | 2002 |  |  |
|  | Austria (bandiera)     |  | Gregor Mühlberger        | 1994 |  |  |
|  | Danimarca (bandiera)   |  | Mathias Norsgaard        | 1997 |  |  |
|  | Portogallo (bandiera)  |  | Nelson Oliveira          | 1989 |  |  |
|  | Spagna (bandiera)      |  | Antonio Pedrero          | 1991 |  |  |
|  | Colombia (bandiera)    |  | Diego Pescador           | 2004 |  |  |
|  | Spagna (bandiera)      |  | Iván Romeo               | 1994 |  |  |
|  | Spagna (bandiera)      |  | Javier Romo              | 1996 |  |  |
|  | Colombia (bandiera)    |  | Einer Rubio              | 1998 |  |  |
|  | Spagna (bandiera)      |  | Pelayo Sánchez           | 2000 |  |  |
|  | Spagna (bandiera)      |  | Gonzalo Serrano          | 1994 |  |  |
|  | Eritrea (bandiera)     |  | Natnael Tesfatsion       | 1995 |  |  |
|  | Spagna (bandiera)      |  | Albert Torres            | 1987 |  |  |
|  | Colombia (bandiera)    |  | Nairo Quintana           | 1990 |  |  |